# Ла Казета (Фиренца)
Ла Казета је насеље у Италији у округу Фиренца, региону Тоскана.
Према процени из 2011. у насељу је живело 17 становника. Насеље се налази на надморској висини од 58 м.